# Адміністративний устрій Миргородського району
Адміністративний поділ Миргородського району — адміністративно-територіальний поділ Миргородського району Полтавської області на 1 сільську об'єднану територіальну громаду, 1 селищну об'єднану територіальну громаду, 1 селищну раду і 21 сільську раду, які підпорядковані Миргородській районній раді та об'єднують 98 населених пунктів.

## Список громадМиргородського району
| № | Назва                              | Центр               | Населені пункти                                                                             | Площа км² | Місце за площею | Населення (2001), чол. | Місце за населенням |
| - | ---------------------------------- | ------------------- | ------------------------------------------------------------------------------------------- | --------- | --------------- | ---------------------- | ------------------- |
| 1 | Великосорочинська сільська громада | c. Великі Сорочинці | c. Великі Сорочинці с. Іващенки с. Купівщина c. Полив'яне с. Радченки                       |           |                 |                        |                     |
| 2 | Ромоданівська селищна громада      | смт Ромодан         | c. Величківка с. Конюшеве c. Новооріхівка смт Ромодан c. Ромодан с. Сотницьке с. Шарківщина |           |                 |                        |                     |

## Список сільських радМиргородського району
| №  | Назва                          | Центр              | Населені пункти | Площа км² | Місце за площею | Населення (2001), чол. | Місце за населенням |
| -- | ------------------------------ | ------------------ | --- | --------- | --------------- | ---------------------- | ------------------- |
| 1  | Комишнянська селищна рада      | смт Комишня        | смт Комишня с. Булуки с. Лісове с. Ступки с. Шульги                                                                          |           |                 |                        |                     |
| 3  | Біликівська сільська рада      | c. Білики          | c. Білики с. Лещенки с. Марченки с. Милашенкове                                                                              |           |                 |                        |                     |
| 4  | Великобайрацька сільська рада  | c. Великий Байрак  | c. Великий Байрак с-ще Декабристів с. Довгалеве с. Цисеве                                                                    |           |                 |                        |                     |
| 5  | Великообухівська сільська рада | c. Велика Обухівка | c. Велика Обухівка с. Панасівка с. Сакалівка                                                                                 |           |                 |                        |                     |
| 6  | Вовнянська сільська рада       | c. Вовнянка        | c. Вовнянка |           |                 |                        |                     |
| 7  | Гаркушинська сільська рада     | c. Гаркушинці      | c. Гаркушинці с. Рибальське                                                                                                  |           |                 |                        |                     |
| 8  | Дібрівська сільська рада       | c. Дібрівка        | c. Дібрівка с. Верховина с. Веселе с. Глибоке с. Котлярі с. Показове с. Стовбине с. Шпакове                                  |           |                 |                        |                     |
| 9  | Зубівська сільська рада        | c. Зубівка         | c. Зубівка с. Руда |           |                 |                        |                     |
| 10 | Зуєвецька сільська рада        | c. Зуївці          | c. Зуївці |           |                 |                        |                     |
| 11 | Кибинська сільська рада        | c. Кибинці         | c. Кибинці с. Бієве |           |                 |                        |                     |
| 12 | Клюшниківська сільська рада    | c. Клюшниківка     | c. Клюшниківка с. Андріївка с. Вовки с. Гасенки с. Григорівка с-ще Дібрівка с. Залізняки с. Сохацьке с. Травневе с. Штомпелі |           |                 |                        |                     |
| 13 | Остапівська сільська рада      | c. Остапівка       | c. Остапівка с. Верхня Будаківка с. Онацьке с. Панченки с. Синьощоки                                                         |           |                 |                        |                     |
| 14 | Петрівцівська сільська рада    | c. Петрівці        | c. Петрівці с. Кузьменки |           |                 |                        |                     |
| 15 | Попівська сільська рада        | c. Попівка         | c. Попівка с. Велика Грем'яча с. Мала Грем'яча                                                                               |           |                 |                        |                     |
| 16 | Савинцівська сільська рада     | c. Савинці         | c. Савинці с. Зелений Кут с. Олефірівка с. Семеренки                                                                         |           |                 |                        |                     |
| 17 | Слобідська сільська рада       | c. Слобідка        | c. Слобідка с. Мальці с. Носенки с. Осове                                                                                    |           |                 |                        |                     |
| 18 | Солонцівська сільська рада     | c. Солонці         | c. Солонці с. Бессараби с. Коптів с. Мареничі                                                                                |           |                 |                        |                     |
| 19 | Хомутецька сільська рада       | c. Хомутець        | c. Хомутець с. Довгалівка с. Малі Сорочинці                                                                                  |           |                 |                        |                     |
| 20 | Черевківська сільська рада     | c. Черевки         | c. Черевки с. Бакумівка с. Новоселиця с. Прокоповичі с. Радченкове с. Сажка с. Скиданки                                      |           |                 |                        |                     |
| 21 | Черкащанська сільська рада     | c. Черкащани       | c. Черкащани с. Безводівка с. Запорожці с. Мокріївка с. Петрівка с. Писарівка с. Фуглі                                       |           |                 |                        |                     |
| 22 | Шахворостівська сільська рада  | c. Шахворостівка   | c. Шахворостівка с. Деркачі с. Любівщина с. Малинівка с. Трудолюб                                                            |           |                 |                        |                     |
| 23 | Ярмаківська сільська рада      | c. Ярмаки          | c. Ярмаки с. Ємці с. Єрки |           |                 |                        |                     |

* Примітки: смт - селище міського типу, с. - село

## Колишні населені пункти
- Дмитренки
- Марківське (до 1982)
- В'язове († 1988)
- Лозове († 1988)
- Новоселиця († 1988)
- Зірка († 1990)
- Круглик († 1990)
- Заводище († 2003)
- Їжаки († 2003)
- Кошове († 2003)
- Малий Байрак († 2003)
- Прядки († 2003)
- Савицьке († 2003)
- Кирсівка († 2007)
- Передеріївка († 2007)